# Кшеснякув
Кшеснякув (пол. Krześniaków) — село в Польщі, у гміні Варка Груєцького повіту Мазовецького воєводства.
Населення — 124 особи (2011).
У 1975-1998 роках село належало до Радомського воєводства.

## Демографія
Демографічна структура станом на 31 березня 2011 року:
|          | Загалом | Допрацездатний вік | Працездатний вік | Постпрацездатний вік |
| -------- | ------- | ------------------ | ---------------- | -------------------- |
| Чоловіки | 70      | 20                 | 40               | 10                   |
| Жінки    | 54      | 6                  | 34               | 14                   |
| Разом    | 124     | 26                 | 74               | 24                   |